# Sursumcorda
I Sursumcorda sono un gruppo musicale italiano. Menzionati in alcuni articoli come Sursum corda o Sur Sum Corda, traggono il nome dal detto popolare "Sursumcorda" "su con la vita" o "su di corda", che a sua volta deriva dalla locuzione latina Sursum corda ("In alto i cuori").

## Storia
Il gruppo nasce nel 2000 dall'amicizia di due chitarristi classici, Giampiero Sanzari detto "Nero" e Piero Bruni detto "Cirano" e dal loro incontro con il violoncellista e compositore Francesco Saverio Gliozzi. Il gruppo attualmente comprende il batterista Fabio Carimati, il percussionista Emanuele "Manolo" Cedrone, il contrabbassista Alessandro Porro e il violinista Simone Rossetti Bazzaro.
Costruito sull'asse geografico Milano - Livorno, l'ensemble compone sia colonne sonore che musica italiana d'autore.
Il CD d'esordio "L'Albero dei Bradipi", uscito nel 2004, in origine autoprodotto viene ristampato e distribuito in lingua originale italiana negli USA dall'etichetta discografica Passion Records di Boston nel 2007.
Nel 2007 sono stati selezionati per la finale a Roma del Premio Fabrizio De André
Dopo due album di colonne sonore (In volo del 2006 e Musica d'argilla del 2009), nel 2010 il gruppo pubblica il secondo vero album: La porta dietro la cascata è un disco doppio di cui il primo è composto da canzoni d'autore mentre il secondo, intitolato I Frattali, contiene solo musica strumentale. Ottiene ottime recensioni della critica di settore e viene presentato il 19 settembre alla FNAC di Roma.
I loro concerti sono spesso accompagnati da videoproiezioni. Il 15 febbraio 2013 presentano "Musica d'acqua" al Teatro PIM OFF di Milano, il disco strumentale contiene estratti della colonna sonora di "Francesco e Bjorn" , migliore colonna sonora a Raccorti Sociali 2011 e migliore colonna sonora a Corto d'autore 2012, e la colonna sonora completa di "Amir", che ottiene il Gold Elephant World 2013 come "migliore musica" e la menzione speciale alla colonna sonora a Cortisonanti 2013.

## Colonne sonore
Le colonne sonore, destinate a documentari dai temi molto eterogenei quali l'arte, il teatro, avvenimenti storici e d'attualità, si basano su intrecci armonici che accompagnano parole e immagini senza rigide connotazioni storiche.
- 2004 “Guercino, poesia e sentimento nella pittura del 600”. Documentario sulla vita e sulle opere di Giovanni Francesco Barbieri realizzato per l'omonima mostra a Palazzo Reale. Con interventi di Sir John Denis Mahon e Vittorio Sgarbi. Regia Andrea Brambilla, Cinematografia Giovanni Pitscheider, produzione esecutiva Alberto Osella & Partners, edizioni De Agostini, Rai Eri, Romartificio[9][10]
- 2006 “Carlo e Federico. La luce dei Borromeo nella Milano spagnola”. Documentario sulla vita e le opere della famiglia Borromeo realizzato per la mostra omonima al Museo Diocesano di Milano - Regia e produzione esecutiva Alberto Osella & Partners[11]
- 2007 “Stelline e Martinitt. La vita fragile” - Documentario sulla vita e sulle opere riguardanti gli orfani dell'orfanotrofio del Pio Albergo Trivulzio nella Milano del lungo 800 - Regia Alberto Osella produzione esecutiva Alberto Osella & Partners[12]
- 2007 “Antonio Bozzetti. Milano, la vita e il sogno” - Documentario sulla vita di Antonio Bozzetti - Regia Antonio Grazioli - produzione Teatro Officina, edizione e distribuzione Medialogo, Provincia di Milano[13]
- 2008 “I Ligari. Pittori del ‘700 lombardo” Documentario sulla vita e sulle opere di Pietro Ligari e Cesare Ligari - Regia Alberto Osella, Produzione, edizione e distribuzione Alberto Osella & Partners[14]
- 2009 "Debito di ossigeno" Documentario sulle nuove povertà - Regia Giovanni Calamari, Produzione, edizione e distribuzione Alberto Osella & Partners[15]
- 2010 "Liu Bolin. Hiding in Italy" Documentario sull'artista cinese Liu Bolin lavorato in occasione dell'omima mostra presso lo Spazio Forma di Milano, Regia Alessandro Pinferetti, Produzione e distribuzione Mazen[16]
- 2010 "Vie di terra e di aria" Documentario sulla telemedicina e sul Mtendere Mission Hospital, a Chirundu in Zambia, Regia Giovanni Pitscheider, Produzione e distribuzione ITL Editore
- 2011 "Francesco e Bjorn" Documentario / Cortometraggio su autismo e comunicazione, Regia Fausto Caviglia, Produzione e distribuzione Monsieur Cheville, vincitore della migliore colonna sonora a Raccorti Sociali e a Corto d'autore[17]
- 2012 "Ascea Elea Velia" Documentario su Ascea, Elea-Velia sulle bellezze archeologiche e paesaggistiche della terra di Zenone regia Isabella Giossi, Produzione e distribuzione Essegi Communication[18]
- 2013 "Amir" Film corto regia Girolamo D'avino detto Jerry, vincitore migliore fotografia a migliore musica ai Gold Elephant World 2013[19], menzione speciale alla colonna sonora a al festival CortiSonanti presso il Palazzo delle Arti di Napoli[20]
- 2014 "Mokusatsu" Film corto in lingua giapponese regia Nour Gharbi, vincitore migliore colonna sonora a Metricamente Corto Film Festival 2014[21], migliore musica e migliore suono al Corto Movie Festival Torino 2015[22], vincitore miglior corto al Borgia Film Festival 2014[23]
- 2015 "Il mio giorno" lungometraggio regia Stefano Usardi, con Sergio Fiorentini presentato al Palazzo della Gran Guardia a Verona [24]
- 2017 "Luigo" lungometraggio di Stefano Usardi, prodotto da FiFilm, con Angelo Donato Colombo, Marta Lunetta, Bob Messini, Giovanni Morassutti. Il film è ambientato a Bologna.[25]
- 2019 "Affittasi Vita" lungometraggio di Stefano Usardi, con Massimiliano Varrese, Valentina Melis, Luisa Maneri, Angelo Donato Colombo. Il film è stato in concorso al Rome Independent film festival.
- 2021 "Fra due battiti" lungometraggio di Stefano Usardi, con Remo Girone, Stefano Scandaletti, Vittoria Zinny, Sergio Tramonti e Angelo Donato Colombo.
- 2023 "Senza età" lungometraggio di Stefano Usardi,  con Patrizia La Fonte,  Giovanni Visentin, Bob Messini e Matilde Vigna.

## Album
- 2004 "L'Albero dei Bradipi". Ristampato edito e distribuito negli USA nel 2007 dalla Passion Records di Boston.
- 2006 "In Volo" - Produzione Alberto Osella & Partners/Sursumcorda edito (per alcuni brani) da Rai Trade.
- 2009 "Musica d'argilla" - Produzione/Edizione Dasé Sound Lab / Sursumcorda.
- 2010 "La Porta Dietro La Cascata", 2CD Produzione/edizione - Dasé Sound Lab / Accademia del Suono / Egea Distribution[26]
- 2013 "Musica d'acqua", Produzione/edizione - A cup in the garden / Sursumcorda[27]

## Videoclip
- Via! - Regia Fausto Caviglia
- Bambino - Regia Fausto Caviglia
- Infinito - Regia e Cinematografia  Giovanni Pitscheider

## Riconoscimenti
- 2003 vincitori regionali del concorso nazionale Cant'autori
- 2004 vincitori premio Il mio Mare della casa editrice La mandragora, sezione colonne sonore, nomination LifeGate Music Starter Lifegate radio (FM 105.1)
- 2005 nomination al MEI Meeting Etichette Indipendenti di Faenza per il premio Miglior sito musicale al sito Sursumcorda.it - nomination al Premio Fandango per il videoclip “Bambino” - nomination al PVI Premio Videoclip Italiano per il videoclip “Bambino” - segnalazione speciale, fuori concorso, al Premio Toast Records curato da Giulio Tedeschi per il MEI al  CD/album “In volo” - gruppo rivelazione 2005 per Bielle.org (Brigata Lolli)
- 2006 finalisti al premio L'artista che non c'era per L'isola che non c'era
- 2007 finalisti al Premio De André, finalisti Mantova Musica Festival
- 2011 vincitori miglior colonna sonora alla terza edizione di Raccorti Sociali 2011 col film Francesco e Bjorn di Fausto Caviglia classificatosi al secondo posto come miglior film.[28] - nomination per il videoclip "Infinito" all'I've Seen Films - International Film Festival per il premio Microcinema Digital Network' ICFILMS Award per il migliore videoclip, unico videoclip a rappresentare l'Italia.[29]
- 2012 vincitori miglior colonna sonora alla prima edizione di Corto d'autore 2012 col film Francesco e Bjorn di Fausto Caviglia.[30]
- 2013 vincitori miglior musica alla seconda edizione dei Gold Elephant World 2013 col film "Amir" di Jerry D'Avino.[31] , menzione speciale alla colonna sonora al festival CortiSonanti 2013 [32]
- 2014 vincitori migliore colonna sonora alla terza edizione dei Metricamente Corto Festival 2014 col film "Mokusatsu" di Nour Gharbi.[33]
- 2015 vincitori migliore colonna sonora e migliore suono alla seconda edizione del Corto Movie Festival di Torino 2015 col film "Mokusatsu" di Nour Gharbi.